# 최용기
최용기는 대한민국의 법학자이다.

## 생애
경상북도 고령군 출신으로 고려대학교 법학대학원에서 헌법학으로 석·박사 과정을 마친 뒤 1986년부터 1989년까지 독일 쾰른 대학교에서 객원교수로 지냈고, 2002년부터 2003년까지 한국헌법학회장을 역임했으며, 1985년부터 창원대학교 교수로 재직하였다. 2014년 12월 22일, 통합진보당 의원직 상실을 처분한 헌법재판관 8명에 대한 탄핵소추안을 정의화 국회의장에게 청원하여 주목을 받았다.

## 학력
- 경남중학교 졸업
- 대구고등학교 졸업
- 1974년: 한국외국어대학교 법학 학사
- 1977년: 고려대학교 대학원 법학 석사
- 1983년: 고려대학교 대학원 법학 박사

## 경력
- 1979년 3월 ~ 1985년 9월: 창원대학교 전임강사
- 1985년 9월 ~ 1988년 9월: 창원대학교 조교수
- 1986년 8월 ~ 1988년 2월: 독일 쾰른 대학교 객원교수
- 1988년 1월 ~ 1990년 1월: 유럽한국학자협의회 이사
- 1988년 10월 ~ 1994년 9월: 창원대학교 부교수
- 1990년 7월 ~ 2001년 6월: 한국공법학회 상임이사
- 1994년 10월 ~ : 창원대학교 사회과학대학 법학과 교수
- 1995년 7월 ~ 1999년 6월: 민주평화통일자문회의 자문위원
- 1996년 4월 ~ 1998년 4월: 창원대학교 사회과학연구소 소장
- 1996년 10월 ~ 1998년 10월: 한국헌법학회 총무이사
- 1998년 10월 ~ 1999년 7월: 한국헌법학회 감사
- 1998년 12월 ~ 2007년 1월: 한국정치학회 이사
- 1999년 2월 ~ 2000년 2월: 학연장학재단 이사
- 2000년 11월 ~ 2002년 10월: 한국헌법학회 부회장
- 2002년 10월 ~ 2003년 10월: 한국헌법학회 회장
- 2003년 9월 ~ 2005년 9월: 경상남도 교육청 행정심판위원
- 2006년 ~ 2008년 4월: 시민당 대표, 시민당 창당준비위원회 위원장

## 저서
- 《법학》. 대명출판사. 2012년. ISBN 9788957742037
- 《헌법》. 대명출판사. 2013년. ISBN 9788957742341
- 《헌법재판소 결정례(2013)》. 대명출판사. 2013년. ISBN 9788957742419

## 상훈
- 1991년:세계한민족평화통일협의회 세계한민족평화상
- 1999년:창원대학교 총장 표창장
- 2001년:한국헌법학회 학술대상